# Ramiro Vaca
Ramiro Vaca, né le 1er juillet 1999 à Tarija en Bolivie, est un footballeur international bolivien qui évolue au poste de milieu offensif au Club Bolívar.

## Biographie

### En club
Né à Tarija au Bolivie, Ramiro Vaca est formé à The Strongest. Il joue son premier match en professionnel le 28 janvier 2020, face au Real Santa Cruz, en championnat. Il est titularisé et délivre une passe décisive. Son équipe s'incline par trois buts à deux ce jour-là. Un mois plus tard, le 28 février, il inscrit son premier but, lors d'un match de championnat contre le Royal Pari FC. Il contribue à la victoire de son équipe par quatre buts à zéro.
Le 24 août 2021, Ramiro Vaca rejoint la Belgique pour s'engager en faveur du Beerschot VA. Il signe un contrat de trois ans.

### En sélection
Ramiro Vaca honore sa première sélection avec l'équipe nationale de Bolivie le 3 juin 2017 contre le Nicaragua. Il entre en jeu et son équipe s'impose par un but à zéro,. C'est également face au Nicaragua qu'il inscrit son premier but en sélection, le 3 mars 2019. Cette fois les deux équipes se neutralisent (2-2).

## Statistiques

### En sélection nationale
| Saison                | Sélection             | Phases finales        | Phases finales | Phases finales | Phases finales | Éliminatoires CDM | Éliminatoires CDM | Éliminatoires CDM | Matchs amicaux | Matchs amicaux | Matchs amicaux | Total | Total | Total |
| Saison                | Sélection             | Compétition           | M              | B              | Pd             | M                 | B                 | Pd                | M              | B              | Pd             | M     | B     | Pd    |
| --------------------- | --------------------- | --------------------- | -------------- | -------------- | -------------- | ----------------- | ----------------- | ----------------- | -------------- | -------------- | -------------- | ----- | ----- | ----- |
| 2016-2017             | Bolivie               | -                     | -              | -              | -              | 0                 | 0                 | 0                 | 1              | 0              | 0              | 1     | 0     | 0     |
| 2017-2018             | Bolivie               | -                     | -              | -              | -              | -                 | -                 | -                 | 1              | 0              | 0              | 1     | 0     | 0     |
| 2018-2019             | Bolivie               | Copa América 2019     | 2              | 0              | 0              | -                 | -                 | -                 | 2              | 1              | 0              | 4     | 1     | 0     |
| 2020-2021             | Bolivie               | Copa América 2021     | 3              | 0              | 0              | 1                 | 0                 | 0                 | 2              | 0              | 0              | 6     | 0     | 0     |
| 2021-2022             | Bolivie               | -                     | -              | -              | -              | 10                | 1                 | 0                 | -              | -              | -              | 10    | 1     | 0     |
| 2022-2023             | Bolivie               | -                     | -              | -              | -              | -                 | -                 | -                 | 4              | 0              | 0              | 4     | 0     | 0     |
| 2023-2024             | Bolivie               | Copa América 2024     | 3              | 0              | 1              | 3                 | 1                 | 0                 | 5              | 1              | 0              | 11    | 2     | 1     |
| 2024-2025             | Bolivie               | -                     | -              | -              | -              | 4                 | 1                 | 1                 | -              | -              | -              | 4     | 1     | 1     |
| Total sur la carrière | Total sur la carrière | Total sur la carrière | 8              | 0              | 1              | 18                | 3                 | 1                 | 15             | 2              | 0              | 41    | 5     | 2     |